# Гузятинское сельское поселение
Гузятинское се́льское поселе́ние — упразднённое муниципальное образование в Бежецком районе Тверской области Российской Федерации, существовавшее в 2005 — 2023 годах.
Центр поселения — посёлок Гузятино.
Гузятинское сельское поселение образовано в 2005 году, включило в себя часть территории Гузятинского сельского округа.
Законом Тверской области от 26 мая 2023 года № 24-ЗО муниципальное образование было упразднено с включением всех населённых пунктов в состав Бологовского муниципального округа.

## Географические данные
- Общая площадь: 41,2 км².
- Нахождение: центральная часть Бологовского района.
  - Граничит:
    - на севере — с Березайским СП,
    - на востоке — с Бологовским городским поселением,
    - на юге — с Куженкинским СП,
    - на западе — с Выползовским СП.

Поселение пересекает железная дорога «Бологое-Московское— Валдай— Дно-1— Псков».

## Население
| 2010 | 2011 | 2012 | 2013 | 2014 | 2015 | 2016 |
| ---- | ---- | ---- | ---- | ---- | ---- | ---- |
| 370  | ↘367 | ↘346 | ↘334 | ↘321 | ↘314 | ↘303 |
| 2017 | 2018 | 2019 | 2020 | 2021 |      |      |
| ↘299 | ↘293 | ↘282 | ↘278 | ↘254 |      |      |

На 01.01.2008 — 477 человек.

## Населенные пункты
На территории поселения находятся 4 населённых пункта:
| № | Населённый пункт | Тип населённого пункта | Население |
| - | ---------------- | ---------------------- | --------- |
| 1 | Городок          | деревня                | 5         |
| 2 | Грязны           | деревня                | 1         |
| 3 | Гузятино         | посёлок                | 362       |
| 4 | Котово           | населённый пункт       | 0         |